# 中河 (渔泡江)

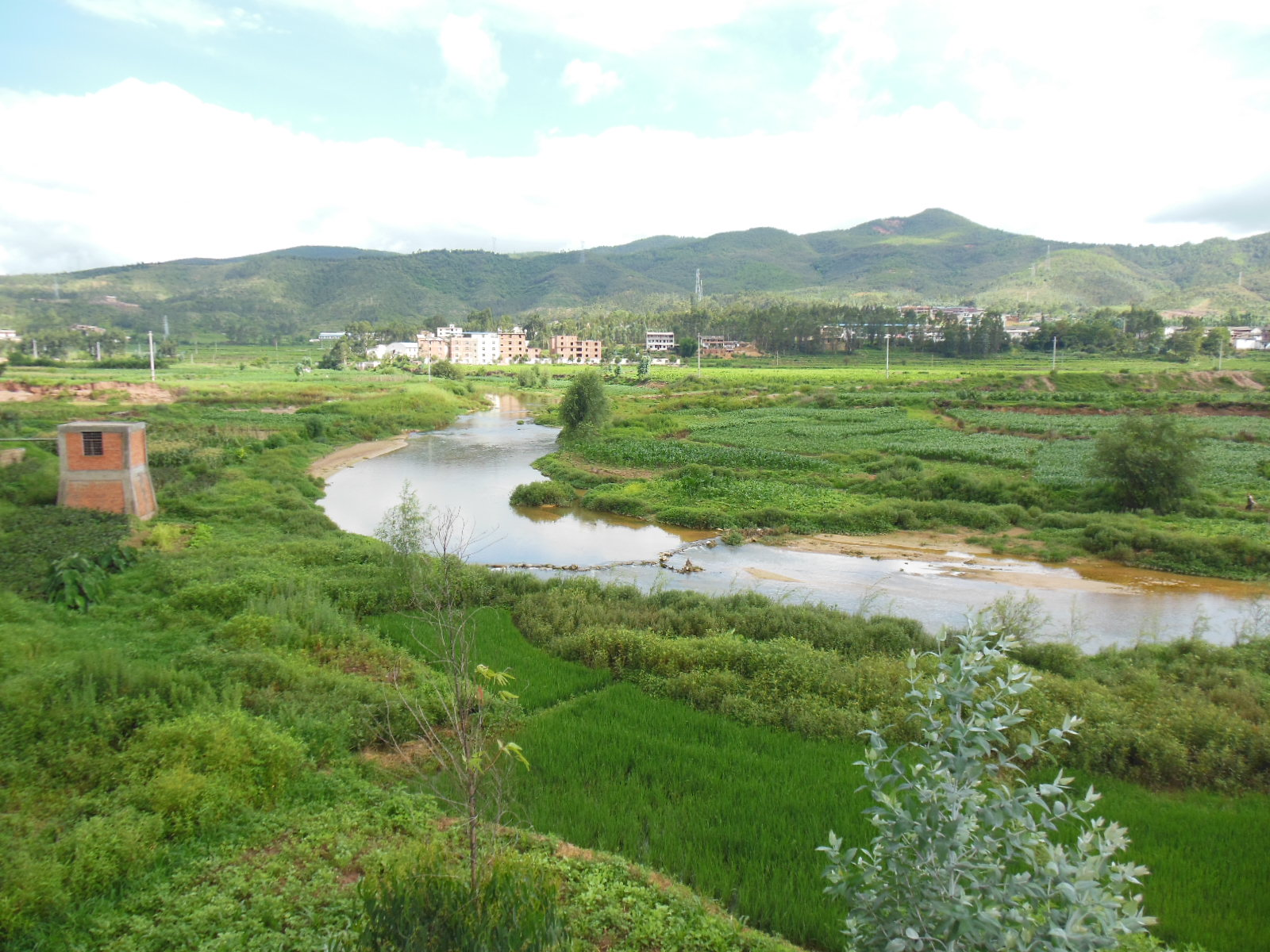
中河（金旦河）祥云县沙龙镇板桥村附近河段

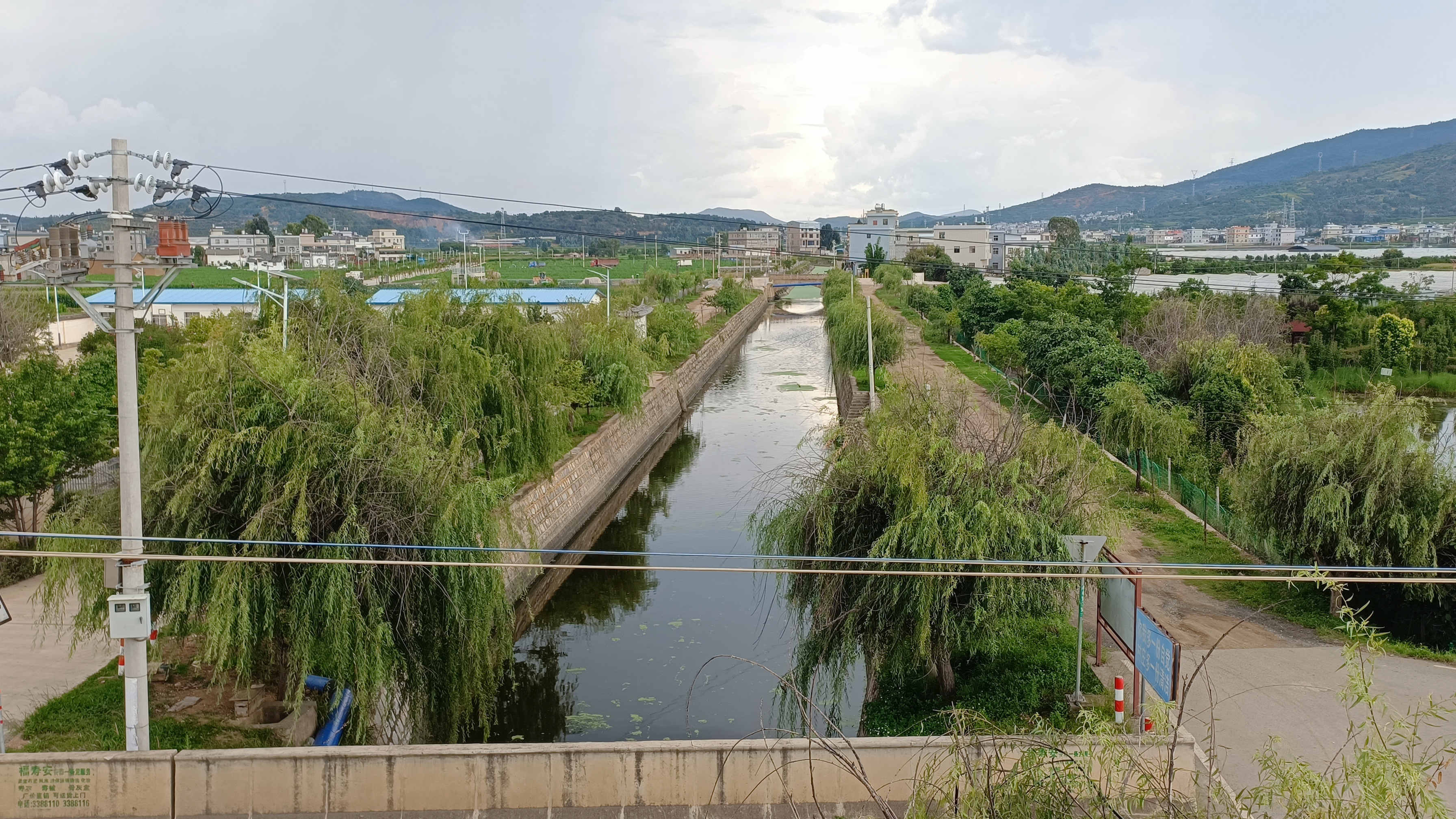
中河从青海湖流出处

中河，位于中华人民共和国云南省西部，为渔泡江左岸支流。上游称金象河，发源于祥云县祥城镇毛栗坡村西北五福山东麓，东南流至毛栗坡村转东流，至新村再转东南流，经象鼻村（原象鼻乡）、小官庄水库，至红土坡村转东北流，经浑水海水库后再转东南流，经禾大村、马军村、沙龙镇、青海湖、板桥村等地，于云南驿镇以北转东北流，至刘厂镇江尾村以东转东流，以下河段又称金旦河，经下庄镇金旦村，于普淜镇云里厂村转东北，最后于姚安县境内汇入渔泡江。河流全长约98.6千米，流域面积713.5平方千米。